# 平尾恵理
平尾 恵理（ひらお えり、1993年1月28日 - ）は、茨城県出身の元女子サッカー選手。ポジションはゴールキーパー。

## 来歴

### クラブ
聖和学園高校、筑波大学を卒業後、2015年にAC長野パルセイロ・レディースに加入。
2シーズン所属した後、2017年に和泉テクノFCに移籍した。
2019年のシーズン終了後に引退した。

### 代表
2010年8月に、U-17女子ワールドカップに臨むU-17日本代表に選出された。大会では正ゴールキーパーとして全6試合にフル出場し、日本の準優勝に貢献した。
2013年には2013年夏季ユニバーシアードの日本代表に選出された。

## 代表歴
- U-17日本代表
  - 2010 FIFA U-17女子ワールドカップ; 準優勝（6試合出場）
- ユニバーシアード日本代表
  - 2013年夏季ユニバーシアード; 5位